# Кам'янка (притока Айдару)
Ка́м'янка — річка в Україні, ліва притока річки Айдар. Басейн Сіверського Дінця. Довжина 41 км. Площа водозбірного басейну 608 км². Похил 2,4 м/км. Долина трапецієподібна, асиметрична, завширшки 1,5—2 км. Річище звивисте, шириною 1,5—5 м. Використовується на сільськогосподарські потреби, водопостачання, зрошення, розведення водоплавних птахів.
Бере початок біля с. Кам'янка. Тече територією Старобільського району Луганської області.

## Притоки
- Суха Плотина (ліва).